# Benediktinerinnenkloster Warschau

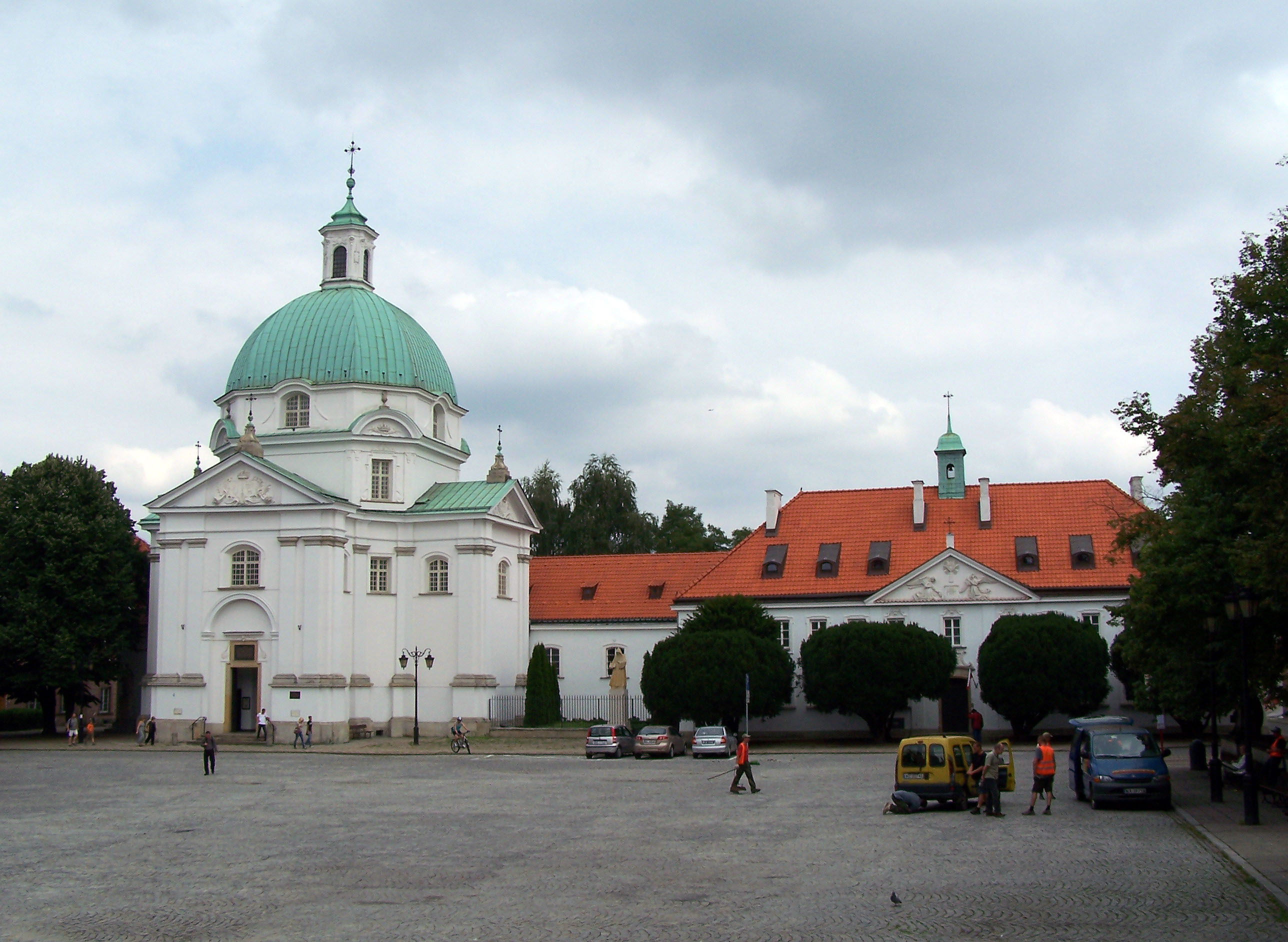
Benediktinerinnenkloster Warschau (2010)

Das Benediktinerinnenkloster Warschau ist seit 1688 ein Priorat der Benediktinerinnen vom Heiligsten Sakrament in Warschau in Polen.

## Geschichte

### Gründung
Maria Kazimiera, die französische Gemahlin des polnischen Königs Johann III. Sobieski, hatte 1683 vor der Schlacht am Kahlenberg gelobt, für den Fall eines glücklichen Ausgangs ein Kloster zu stiften. In Erfüllung dieses Versprechens wandte sie sich an Mechtilde de Bar, die Gründerin der Kongregation der Benediktinerinnen vom Heiligsten Sakrament (auch: Schwestern der ewigen Anbetung, Sakramentschwestern oder Sakramentinerinnen). So kam es 1688 in Warschau zur Gründung des Klasztor Benedykynek od Nieustajacej Adoracji (Benediktinisches Kloster der ewigen Anbetung), das noch heute besteht (Rynek Nowego Miasta 2) und etwa 25 Schwestern beherbergt.

### Baugeschichte
Das Kloster entstand mittels Umbau eines vorhandenen Schlosses und Errichtung der Kasimirkirche durch den Architekten Tylman van Gameren. 1740 wurde ein neues Klostergebäude nach dem Entwurf des italienischen Architekten Pietro Antonio Solari, gestiftet von der Familie Radziwiłł, errichtet. Hier fand 1801 die Einkleidung von Louise-Adélaïde de Bourbon-Condé als Benediktinerin statt. 1944 wurden Kirche und Kloster im Warschauer Aufstand völlig zerstört. 35 Nonnen starben. Nach dem Krieg erfolgte der Wiederaufbau.

### Die Polnische Föderation
1715 gründete die Kongregation in Lemberg (heute Ukraine) ein weiteres polnisches Kloster, das 1946 nach Schlesien verlegt wurde und sich heute in Breslau befindet. 1959 kam ein Kloster in Siedlce hinzu. 1962 kam es zur Gründung der Polnischen Föderation der Benediktinerinnen der Ewigen Anbetung.